# جوليان هنت

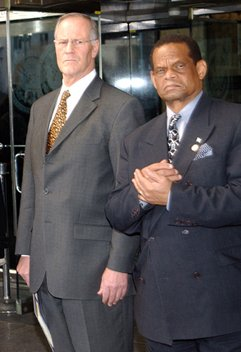
هنت على يمين الصورة رفقة بيل غراهام

جوليان روبرت هنت (بالإنجليزية: Julian Hunte)‏ (ولد في 14 مارس 1940 في كاستريس) هو وزير الخارجية لسانت لوسيا من أبريل من العام 2001 حتى 26 أكتوبر 2004.